# Colony Wars (jeu vidéo)
Pour les articles homonymes, voir Colony Wars (homonymie).
 (avril 2016).
Colony Wars est un jeu vidéo de combat spatial développé et édité par Psygnosis en novembre 1997 sur PlayStation. Le but du jeu est de remplir des missions variées aux commandes d'un vaisseau spatial. Colony Wars fut, à sa sortie, mis en concurrence avec G-Police (bien que les deux jeux soient du même éditeur). Ce dernier bénéficiant de moins bonnes critiques, il se vendit malgré tout mieux que Colony Wars.

## Contexte scénaristique
Colony Wars se déroule pendant le XLVe (45e) siècle. L'humanité a successivement développé les technologies de vol intergalactique pour explorer l'univers. Arrivé au XLIe (41e) siècle des technologies avancées comme le moteur de téléportation et surtout le passage intergalactique permettent à l'empire Terre de commencer une colonisation effrénée de la galaxie et c'est au cours du XLIIIe (43e) siècle que le pillage systématique de toutes les ressources des colonies pour subvenir aux besoins du système Sol (comprendre système solaire) provoque l'émergence d'une insurrection : La Ligue des mondes libres est née.
Au cours des deux siècles qui suivirent, l'insurrection de la Ligue des mondes libres connut de nombreuses phases de montée en puissance passant de la résistance souterraine dans les colonies lointaines à la constitution de flottes de chasseurs puis de vaisseaux de leur propre conception, jusqu'à la bataille de Bennay qui chassa l'Empire des systèmes Gallonigher et Diomédes.
La Ligue des mondes libres est dirigée par une personne mystérieuse dont l'image et la voix sont totalement inconnues de la majorité des membres de la ligue : le Père. Son QG se trouve sur le système stellaire Gallonigher.
L'Empire est dirigé par le Tsar, personne cruelle et intransigeante qui opprime avec violence tout opposant. Le palais du Tsar ainsi que son QG se trouve sur le système Sol.
L'action du jeu commence juste après la bataille de Bennay, la Ligue des mondes libres doit faire face à une contre-attaque de la Flotte. Le joueur fait partie des pilotes de chasseurs de la Ligue et doit aider à juguler la contre-attaque.

## Système de jeu
Colony Wars fut l'un des premiers jeu du genre à incorporer un scénario complexe organisé en arbre. C'est pour cela qu'une défaite n'est pas éliminatoire mais elle change le parcours que le joueur aura à faire. Seule l'accumulation de défaites de la part du joueur (ou un échec lors de l'une des trois dernières missions dans Sol) entraine la défaite complète de la ligue ou une fin peu glorieuse. Il existe 5 fins différentes en tout.
Chaque mission commence par un briefing à la fois visuel et audio qui commence par un résumé de la situation militaire globale. Puis vient l'énoncé des objectifs pour la mission à accomplir par le joueur. Le joueur a aussi la possibilité, en naviguant dans la base de données, d'obtenir des informations très détaillées sur les systèmes stellaires explorés et sur chaque planète qui les composent.
Une fois en jeu le joueur se retrouve à l'intérieur d'un vaisseau spatial. Ce dernier ne peut être choisi par le joueur et il varie en fonction du profil potentiel de la mission (escorte, assaut, soutien…). Ce profil de mission peut d'ailleurs se révéler erroné en cours de mission et mettre le joueur en difficulté à cause d'un vaisseau inadapté.

### Tableau de bord
Tous les vaisseaux possèdent les éléments suivants sur le tableau de bord quelle que soit la vue choisie (cockpit, intérieure ou extérieure) :
- Sur la partie gauche :
  - Indicatif de résistance du bouclier/coque
  - Vitesse
  - Température arme primaire
  - Arme primaire en service
- Sur la partie droite :
  - Résistance bouclier/coque du vaisseau ciblé
  - Resistance des détecteurs du vaisseau ciblé (peuvent être détruits par les armes paralysantes)
  - Disponibilité arme secondaire
  - Arme secondaire en service
- Au centre
  - Le radar holographique

L'utilisation du radar requiert un certain temps d'adaptation pour être utilisé. Le vaisseau du joueur est situé au centre du radar et les autres vaisseau sont représentés par des points dans une sphère en 3 dimensions (en bleu pour les ennemis, en vert pour les alliés et en rouge pour les portes interspatiales). Les points apparaissent en creux pour les vaisseaux situés à l'arrière du joueur et en plein pour ceux à l'avant.

L'échelle de la sphère est automatiquement ajustée en tenant compte du vaisseau ennemi le plus proche du joueur, en l'absence d'ennemis il adopte l'échelle maximale.

### Arsenal
L'arsenal du joueur est fonction du vaisseau et pas de l'avancement au cours de jeu.
Il se repartit en armes primaires qui n'ont pas de limitation de munition mais une barre de température qui bloque l'arme en cas de surchauffe:
- Le laser anti-bouclier
- Le laser conventionnel
- L'EMP (paralysant)
- Le canon à dispersion
- Le canon à plasma

Et en armes secondaires qui ont une limitation en munition (sauf pour les 2 derniers):
- Le missile anti-bouclier
- Le missile détecteur de mouvement
- Le missile pisteur
- Le missile paralysant
- La torpille anti-bouclier
- La torpille plasma
- La torpille explosive
- Les mines (ils servent en fait de Leurres pour les missiles tirés contre le joueur)
- Le missile espion
- Le rayon tracteur (grappin)

Les cibles sont, l'immense majorité du temps, protégées par des boucliers. Il est donc nécessaire de détruire ces boucliers avec une arme adaptée à ce type d'usage puis de détruire la coque avec une autre arme. Certains des armements peuvent être utilisés pour les 2 usages, les armes plasma notamment.
Pour utiliser les mines, il faut activer la vue arrière et tirer comme pour utiliser une arme secondaire
Certains vaisseaux de la ligue et de la flotte possèdent un laser à l'arrière, c'est un laser conventionnel. Pour faire feu sur les poursuivants il faut aussi activer la vue arrière et tirer comme pour une arme primaire normale.

## Postérité
En 2018, la rédaction du site Den of Geek mentionne le jeu en 12e position d'un top 60 des jeux PlayStation sous-estimés : « Le jeu a eu deux suites, mais la série a quand même disparu, ce qui est regrettable car il y a peu de titres similaires dans le genre sur PS1 qui soient aussi bons. »